# Maivagielastjärnen
Maivagielastjärnen är en sjö i Arjeplogs kommun i Lappland och ingår i Skellefteälvens huvudavrinningsområde. Sjön har en area på 0,0563 kvadratkilometer och ligger 482,4 meter över havet.

## Delavrinningsområde
Maivagielastjärnen ingår i det delavrinningsområde (733779-156446) som SMHI kallar för Utloppet av Saivatj. Medelhöjden är 502 meter över havet och ytan är 12,01 kvadratkilometer. Det finns inga avrinningsområden uppströms utan avrinningsområdet är högsta punkten. Vattendraget som avvattnar avrinningsområdet har biflödesordning 2, vilket innebär att vattnet flödar genom totalt 2 vattendrag innan det når havet efter 281 kilometer. Avrinningsområdet består mestadels av skog (44 procent). Avrinningsområdet har 251,66 kvadratkilometer vattenytor vilket ger det en sjöprocent på 48,8 procent.